# Петерс, Карл (1856)
Карл Пе́терс (нем. Carl Peters; 27 сентября 1856, Амт-Нойхаус, Королевство Ганновер — 10 сентября 1918, Вольторф, Шлезвиг-Гольштейн, Германская империя) — германский государственный и общественный деятель, колонизатор.

## Биография
Родился в семье протестантского священника. Учился в университете у известного немецкого историка социал-дарвиниста Генриха Трейчке. С 1879 года — доктор философии Берлинского университета.
По окончании учёбы Карл Петерс изучает опыт колониального строительства Великобритании, рассчитывая применить его в интересах Германии для создания Германской колониальной империи. В 1884 году он основывает «Общество германской колонизации» и, вместе с двумя компаньонами, отправляется в Восточную Африку, где от имени своего общества заключает ряд соглашений с местными вождями. После возвращения в 1885 году в Европу он основывает Германское восточно-африканское общество.
Правительство Отто фон Бисмарка, опасаясь обострения отношений с Великобританией, изначально было настроено против этих планов, и отказалось поддержать Петерса. Когда Петерс, вернувшись в Европу в заключительные дни Берлинской конференции, опять обратился за правительственной поддержкой, Бисмарк отказал ему вновь. Однако Карл Петерс заявил, что в таком случае он продаст свои права бельгийскому королю Леопольду II, стремящемуся расширить своё Конголезское владение. Так как союзники Бисмарка в рейхстаге из Национал-либеральной партии были настроены в пользу колонизации, то он в итоге уступил Петерсу. Таким образом, он получил официальное обоснование своей деятельности.
В 1888 году Карл Петерс заключил соглашение с султаном Занзибара Халифой ибн Саидом об аренде Германским восточно-африканским обществом его материковых владений в Танганьике. В том же году он организовал экспедицию от восточного побережья Африки, официально — для освобождения отрезанного махдистами Эмин-паши, а на самом деле — для расширения германского влияния на территории Уганды и египетской Экваториальной провинции; это предприятие не было санкционировано германскими властями и было квалифицировано англичанами как «флибустьерская экспедиция». Достигнув в начале 1890 года Буганды, Петерс заключил выгодный для Германии договор с кабакой Мвангой II, однако ему пришлось быстро покинуть Буганду из-за приближения экспедиции Фредерика Лугарда, направленной Имперской Британской Восточно-Африканской Компанией. Вернувшись в Занзибар, он узнал, что все его усилия были напрасны, так как 1 июля 1890 года Великобритания и Германия заключили Занзибарский договор, в соответствии с которым Буганда вошла в британскую сферу влияния, и его договор с Мвангой II стал юридически ничтожным. Тем временем на побережье началось восстание Абушири, направленное против передачи власти от султана немцам. Германское правительство было вынуждено послать войска под руководством Германа Виссмана, и забрать у Компании её владения, превратив их в колонию.
Тем не менее по возвращении в Германию Петерс получил большие почести, а в 1891 году опубликовал отчёт о своей экспедиции под названием «Die deutsche Emin Pasha Expedition». Протестуя против Занзибарского договора, он участвовал в создании Пангерманского союза.
В 1891 году Петерс вновь отправился в Восточную Африку, где стал рейхскомиссаром региона Килиманджаро, подчинённого губернатору Виссману. В 1892 году он был одним из членов комиссии по демаркации границы между Германской Восточной Африкой и Британской Восточной Африкой.
Карл Петерс отличался ярко выраженными расистскими воззрениями в отношении «неполноценных народов». Массовые протесты африканского населения против жестокого обращения Петерса с коренными жителями заставили германские власти отстранить его от колониальной службы. Петерс был отозван в Берлин, и с 1893 по 1895 годы работал в Имперском управлении по делам колоний, пока шло расследование выдвинутых против него обвинений. Наконец, в 1896 году обвинения были доказаны, и в 1897 году он был с позором уволен с государственной службы, потеряв права на пенсию.
Чтобы избежать дальнейшего уголовного преследования, Карл Петерс перебрался в Лондон, где занялся составлением планов по исследованию Родезии и Португальской Восточной Африки. В интересах основанной им золотодобывающей компании, он обследовал районы, прилегающие к реке Замбези, где обнаружил руины городов и выработанные золотые прииски средневекового королевства Мономотапа, идентифицированного им как легендарная страна Офир. По возвращении, в 1901 году, он опубликовал отчёт о своих открытиях в «Im Goldland des Altertums». В 1905 году он вновь посетил район между реками Замбези и Саве.
Среди кругов пропагандирующих колонизацию, Карл Петерс оставался национальным героем. В 1914 году он смог вернуться в Германию после того, как кайзер Вильгельм II персональным декретом вернул ему титул рейхскомиссара и назначил ему пенсию из личного фонда, однако решение дисциплинарного суда также оставалось в силе. Петерс был официально реабилитирован через 20 лет после своей смерти специальным указом Адольфа Гитлера; в 1941 году режиссёр Герберт Зельпин снял по его биографии пропагандистский фильм «Карл Петерс».
К. Петерс — автор воспоминаний («Lebenserinnerungen», 1918) и нескольких книг, где оправдывает проводимую европейскими державами колониальную политику.